# Viva Las Vegas (песня)
| Оценки критиков | Оценки критиков |
| Источник        | Оценка          |
| --------------- | --------------- |
| AllMusic        | Без оценки      |

«Viva Las Vegas» — песня. Написали её в 1963 году Док Помус и Морт Шуман. В том же году для кинофильма Viva Las Vegas («Да здравствует Лас-Вегас!») и альбома-саундтрека к нему песню записал Элвис Пресли.
В США в 1964 году в журнале «Билборд» песня «Viva Las Vegas» в исполнении Элвиса Пресли достигла 29 места в чарте Hot 100 (суммарный чарт синглов в разных жанрах поп-музыки, главный хит-парад этого журнала).
Роберт Шиан в своей статье на сайте Зала славы рок-н-ролла поставил песню «Viva Las Vegas» на 6-е место в своём списке 10 основных песен Элвиса Пресли (англ. 10 Essential Elvis Presley Songs).

## Сюжет песни и музыка
В песне поётся: «Я буду продолжать [играть] / Я немного развлекусь / Если это будет стоить мне моей самой последней монетки / Если я разорюсь / Я буду всегда помнить, что я когда-то провёл время с размахом» (англ. I'm gonna keep on the run / I'm gonna have me some fun / If it costs me my very last dime / If I wind up broke up well / I'll always remember that I had a swingin' time). Как пишет Роберт Шиан в своей статье на сайте Зала славы рок-н-ролла, настрою этих слов песни «идеально вторили неистовая атака ударных и убедительная, страстная подача [Элвиса] Пресли».

## Сингл ZZ Top
| Версия ZZ Top   | Версия ZZ Top   |
| Оценки критиков | Оценки критиков |
| Источник        | Оценка          |
| --------------- | --------------- |
| AllMusic        | [ 6 ]           |

Американская группа ZZ Top в 1992 году выпустила сборник своих лучших песен Greatest Hits, в состав которого включила вновь записанную кавер-версию песни Viva Las Vegas. Сингл стал тридцать вторым синглом группы и добрался до 16 места в Hot Mainstream Rock Tracks. Сингл стал одним из наиболее продаваемых в США синглов группы, разделив почётное место с синглом Gimme All Your Lovin’ 
Версия ZZ Top была названа «крутой» Вокальную партию в песне исполняет Дасти Хилл. Отмечалось, что басист исполнил песню очень близко к оригиналу: «Впервые я услышал эту песню по радио и я думал, что я прослушал Элвиса» 
На песню был снят видеоклип.
Сингл был выпущен в нескольких вариантах: 7”-релиз содержал на стороне B трек 2000 Blues c предыдущего альбома. 12”-релиз дополнительно содержал песню Planet of Women с альбома Afterburner. На промосингле вышли две разные версии Viva Las Vegas. Трек-лист варианта, вышедшего на компакт-диске был следующим: Viva Las Vegas, танцевальный ремикc Velcro Fly, «металлический» ремикc Legs и расширенная версия   Stages.

### Участники записи
- Билли Гиббонс — вокал, гитара
- Дасти Хилл — вокал, бас-гитара
- Фрэнк Бирд — ударные, перкуссия
- Фред МакФарлан — клавишные